# (29185) Reich
(29185) Reich – planetoida z pasa głównego asteroid okrążająca Słońce w ciągu 5 lat i 161 dni w średniej odległości 3,09 j.a. Została odkryta 13 października 1990 roku w Karl Schwarzschild Observatory w Tautenburgu przez Lutza Schmadela i Freimuta Börngena. Nazwa planetoidy pochodzi od Ludwiga Reicha (ur. 1940), profesora matematyki na Uniwersytecie w Grazu. Została zaproponowana przez Lutza Schmadela. Przed nadaniem nazwy planetoida nosiła oznaczenie tymczasowe (29185) 1990 TG8.